# فيزتا أليغري (محطة مترو أنفاق مدريد)
فيزتا أليغري (بالإسبانية: Vista Alegre)‏ هي محطة مترو أنفاق في مدريد في إسبانيا، تقع على الخط رقم 5.